# Bitka pri Askalonu
Bitka pri Askalonu, ki je potekala 12. avgusta 1099, predstavlja največjo krščansko zmago na odprtem polju v času križarskih vojn. 